# Miss Europe 1957

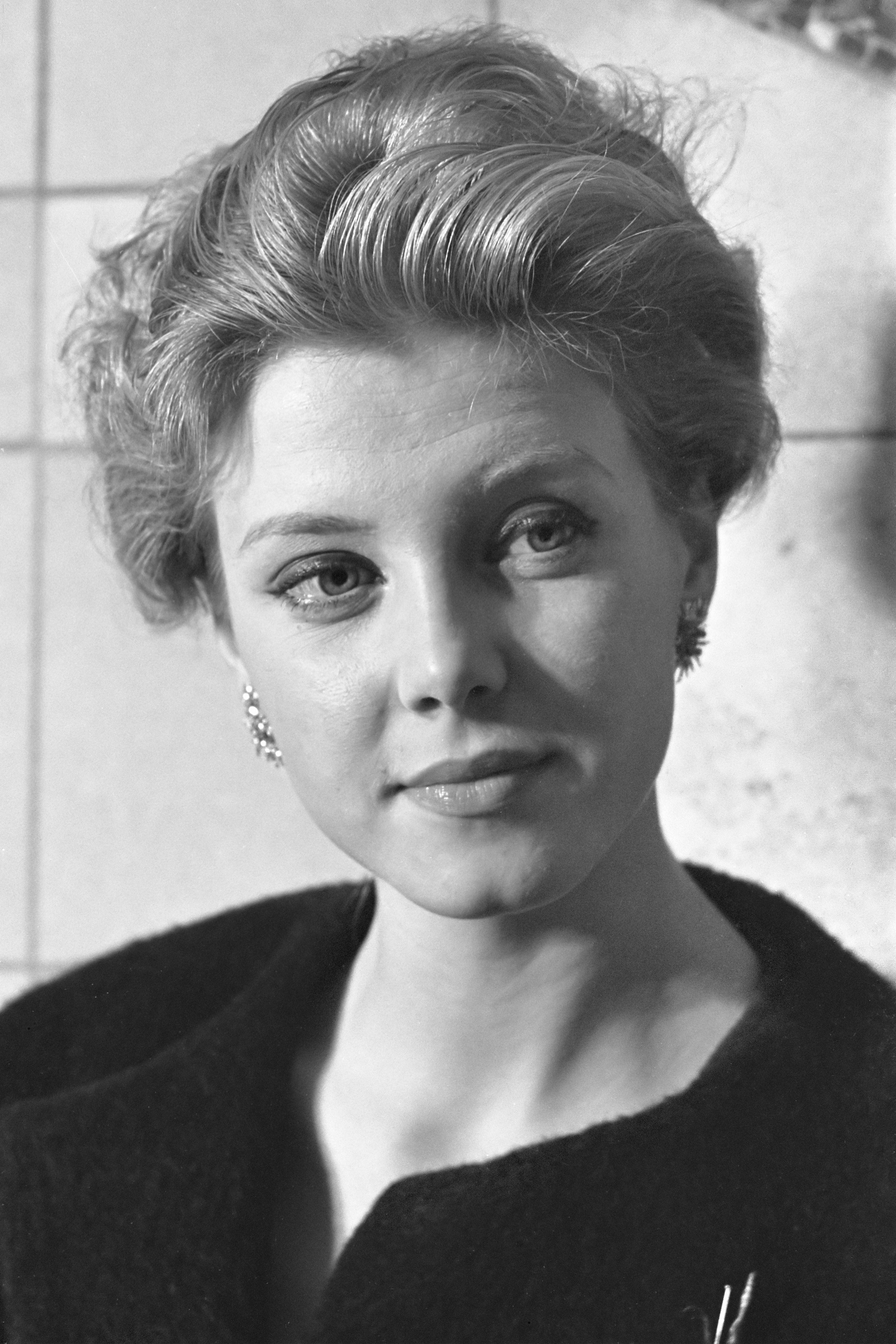
Corine Rottschäfer, Miss Europe 1957 und Miss World 1959

Der Wettbewerb um die Miss Europe 1957 war der neunte, den die Mondial Events Organisation (MEO) durchführte. Sie war von den Franzosen Roger Zeiler und Claude Berr ins Leben gerufen worden, hatte ihren Sitz in Paris und organisierte den Wettbewerb bis 2002.
Die Kandidatinnen waren in ihren Herkunftsländern von nationalen Organisationskomitees ausgewählt worden, die mit der MEO Lizenzverträge abgeschlossen hatten.
Die Veranstaltung fand am 26. Juni 1957 im Kurhaus in Baden-Baden statt. Dort wurde auch von 1950 bis 1961 fast jedes Jahr die Miss Germany gewählt. Es gab 15 Bewerberinnen.
| Land                    | Schreibweise bei Pageantopolis | Schreibweise in der Heimatsprache | Teilnahme an weiteren Wettbewerben                        |
| ----------------------- | ------------------------------ | --------------------------------- | --------------------------------------------------------- |
| Platzierungen           |                                |                                   |                                                           |
| 1. Holland              | Corine Rottschaefer            | Corine Rottschäfer                | Miss Universe 1958: Semifinale, Miss World 1959: Siegerin |
| 2. Finnland             | Marita Lindahl                 | Marita Lindahl                    | Miss World 1957: Siegerin                                 |
| 3. BR Deutschland       | Gerti Daub                     | Gerti Daub                        | Miss Universe 1957: Platz 5                               |
| 4. Frankreich           | Geneviève Zanetti              | Geneviève Zanetti                 |                                                           |
| 5. England              | Sonia Hamilton                 | Sonia Hamilton                    | Miss Universe 1957: Platz 3                               |
| Weitere Teilnehmerinnen |                                |                                   |                                                           |
| Belgien                 | Madeleine Hotelet              | Madeleine Hotelet                 | Miss World 1956                                           |
| Dänemark                | Lilian Juul Madsen             | Lilian Juul Madsen                | Miss World 1957                                           |
| Griechenland            | Maria Tsipi                    | Μαρία Τσίπη (Maria Tsipi)         |                                                           |
| Island                  | Runa Brynjolfsdottir           | Runa Brynjolfdóttir               | Miss World 1957                                           |
| Italien                 | Bianca Maria Vitelli           | Bianca Maria Vitelli              |                                                           |
| Luxemburg               | Josee Jaminet                  | Josée Jaminet                     | Miss World 1957                                           |
| Österreich              | Elisabeth „Sissy“ Schübelauer  | Elisabeth („Sissy“) Schübel-Auer  |                                                           |
| Schweden                | Rigmor Alfredsson              |                                   |                                                           |
| Spanien A               | Viola López Martínez           | Viola López Martínez              |                                                           |
| Türkei                  | Suna Azak                      |                                   |                                                           |

## Wettbewerb des „Comité Officiel et International Miss Europe“
Seit 1951 gab es einen rivalisierenden europäischen Wettbewerb, durchgeführt vom Comité Officiel et International Miss Europe. Dies wurde 1950 von Jean Raibaut in Paris gegründet, der Sitz später nach Marseille verlegt. Die Siegerinnen trugen unterschiedliche Titel wie Miss Europa, Miss Europe oder auch Miss Europe International.
Er fand im Juli 1957 in der französischen Hauptstadt Paris statt. Die Anzahl der Bewerberinnen ist unbekannt.
- 1.  Deutschland: Ingrid Weiss[4]

Unter den weiteren Teilnehmerinnen:
- Jugoslawien: Bosiljka Vidović